# Flota d'Índies

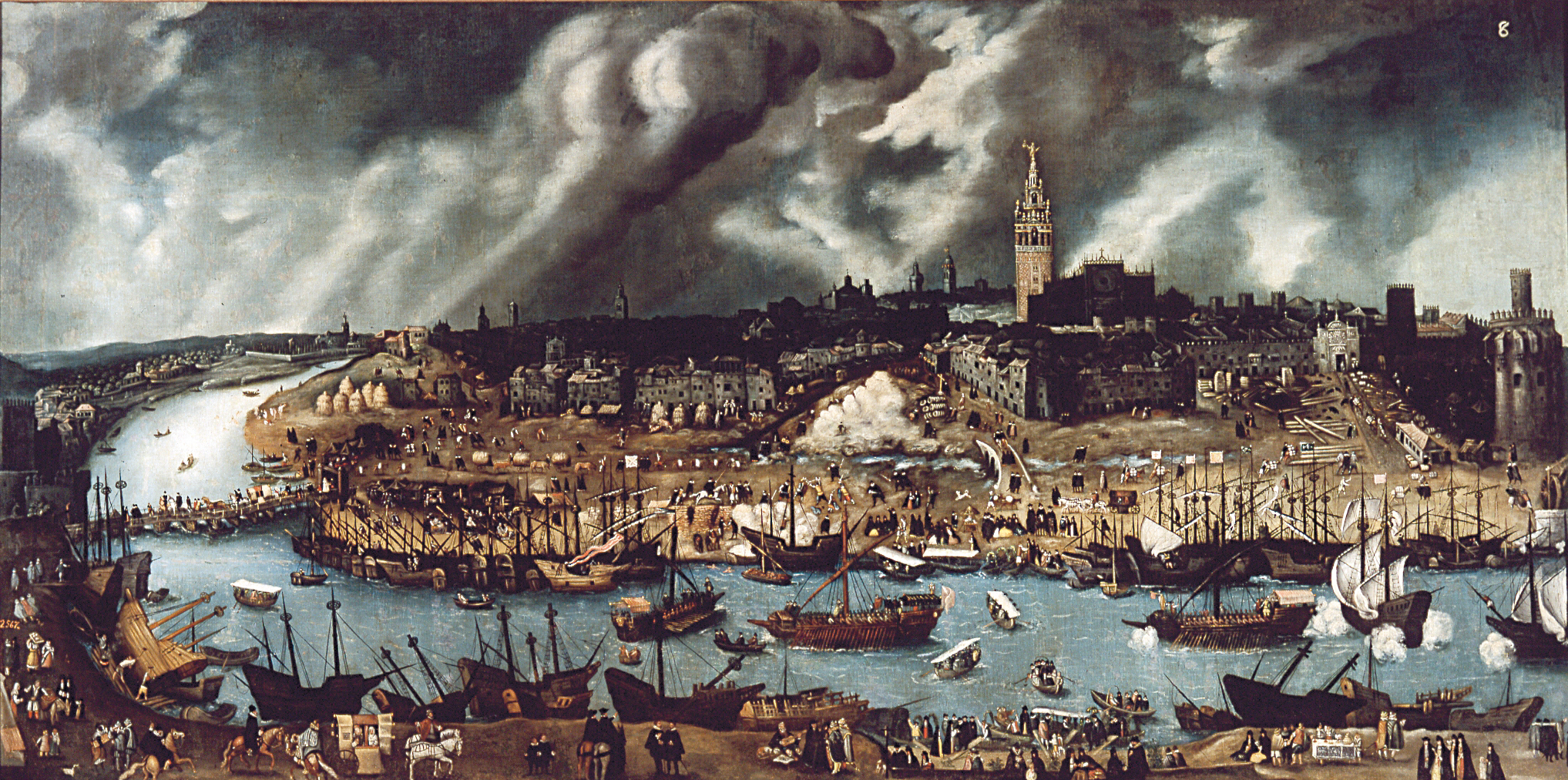
Imatge de la Sevilla del.

La Flota d'Índies era el mecanisme de funcionament del monopoli comercial espanyol amb Amèrica i va constituir l'essència de l'anomenada Carrera d'Índies, que englobava tot el comerç i la navegació d'Espanya amb les seves colònies.

## Història

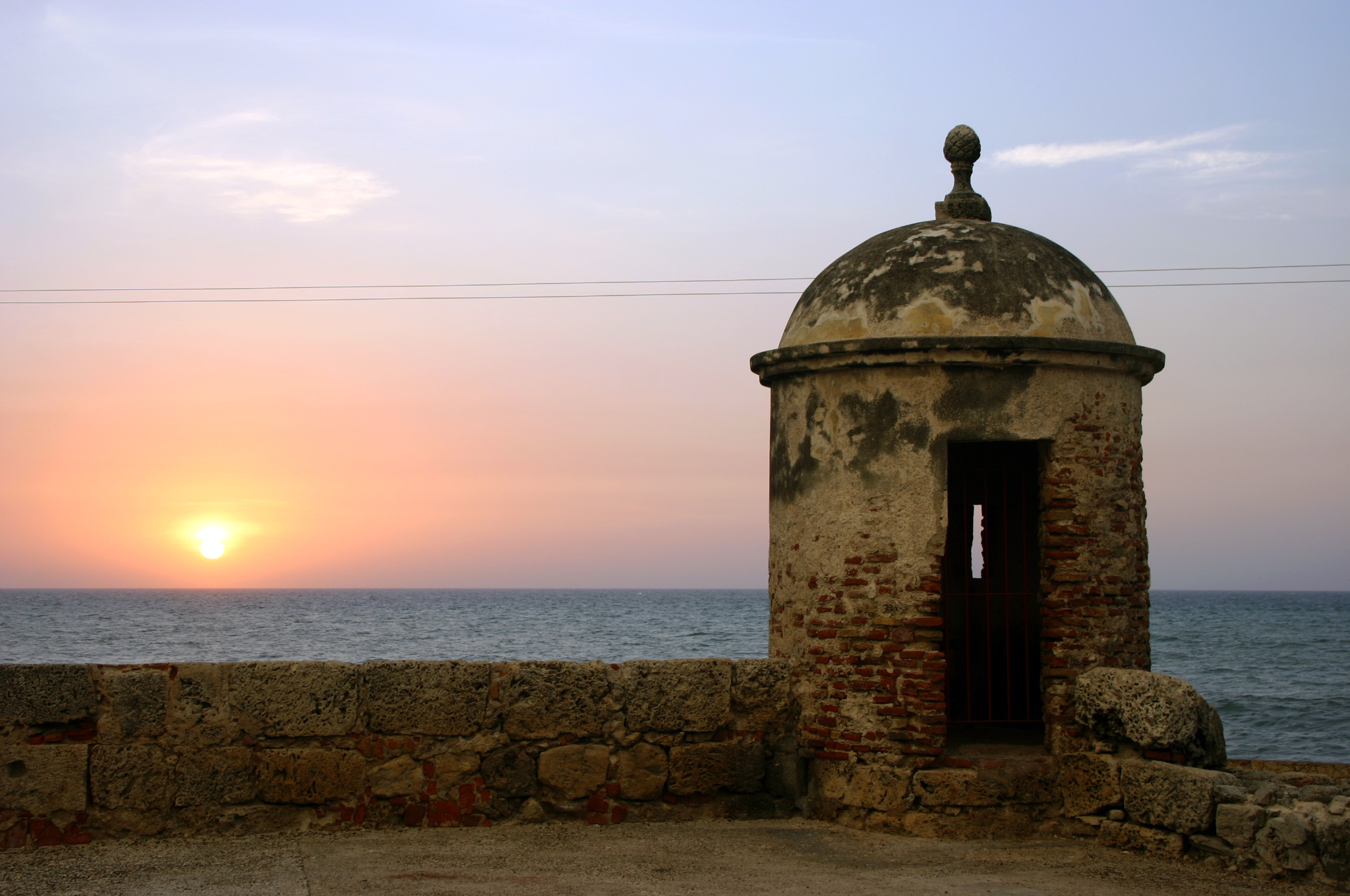
Posta de sol a Cartagena d'Índies.

Durant els segles XVI a XVIII, les flotes d'Índies portaven les riqueses dels virregnats espanyols a Amèrica a la Corona de Castilla. Els productes transportats eren argent, or, gemmes, espècies, cacau i altres. Els galions sortien de la ciutat de Veracruz, al Golf de Mèxic, i arribaven a Sevilla pel Guadalquivir (més tard a Cadis).
La flota d'Índies tenia un equivalent per al comerç entre Nova Espanya (l'actual Mèxic) i Filipines, conegut com el galió de Manila, i que es feia servir per canviar béns xinesos per plata mexicana, a través del port d'Acapulco. D'allà es contactava mitjançant transport terrestre amb Veracruz.
Des del mateix descobriment d'Amèrica, els vaixells espanyols duien riqueses de tornada a Espanya. A la dècada de 1520, i causa de l'increment de la pirateria anglesa i francesa, es va decidir organitzar un sistema de combois per augmentar la seguretat del transport. La idea era establir dues flotes diferents, ambdues compostes per galions fortament armats amb canons i vaixells mercants (carraques) per portar la càrrega. Les dues flotes sortien cada any de Sevilla (després Cadis), i anaven una a Veracruz i l'altra a Amèrica del Sud (Cartagena d'Índies, en l'actual Colòmbia, i Nombre de Dios i Portobelo, en l'actual Panamà). Després de completar la descàrrega dels seus productes (productes manufacturats, però després també esclaus), les flotes es reunien a l'Havana, a l'illa de Cuba, per al viatge de tornada.
El comerç amb les colònies espanyoles estava fortament controlat. Per llei, les colònies espanyoles només podien comerciar amb un port a Espanya (primer Sevilla, després Cadis). Els anglesos, holandesos i francesos van tractar de trencar el monopoli, però aquest va durar durant més de dos segles. Gràcies al monopoli, Espanya es va convertir en el país més ric d'Europa. Aquesta riquesa va permetre sufragar sobretot les guerres contra els protestants del centre i nord d'Europa. També va causar una enorme inflació en el segle xvi, el que pràcticament va destruir l'economia espanyola.

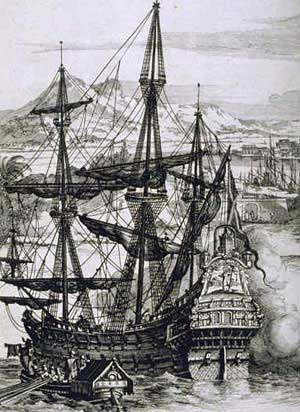
Galió espanyol, per Albert Dürer.

Al costat dels enviaments de particulars, la flota portava el «cinquè real», un impost del 20 per cent en els metalls preciosos i els enviaments de particulars. Diversos descobriments arqueològics suggereixen que la quantitat de metalls realment transportats era molt més gran que la declarada en l'Arxiu General d'Índies: els mercaders recorrien al contraban i a la corrupció per evitar pagar aquest cinquè.
Al segle xvii, el sistema econòmic va començar a declinar per diversos motius. Primer, per les tempestes: les de 1622 (incloent el Nuestra Señora de Atocha), 1715 i 1733 van ser destruïdes per huracans al Carib. Segon, pels pirates, ja fossin establerts com a tal (corsaris) o vaixells militars de potències estrangeres. Tercer, per la caiguda en la producció de metalls preciosos a Amèrica. Les flotes van passar de 17 vaixells el 1550 a 100, més gran, a finals del segle xvi. A mitjans del XVII constaven d'uns 25 vaixells, i van continuar disminuint de mida.
L'amenaça de les potències colonials rivals va augmentar quan aquestes van poder establir bases en el Carib. El Regne d'Anglaterra va ocupar Saint Kitts i Nevis a 1624, i les Províncies Unides, Curaçao a 1634. La flota de 1628 va ser capturada per l'holandès Piet Hein a la batalla de la Badia de Matanzas, durant la Guerra dels Vuitanta Anys, i les de 1656 i 1657 van ser capturades pels anglesos Richard Stayner i Robert Blake durant la guerra anglo-espanyola. La de 1702 va ser destruïda durant la batalla de Rande.
Les captures de la flota van causar una enorme repercussió econòmica a Espanya. Debilitada per les contínues guerres (especialment les particions Guerra dels Trenta Anys), i patint una enorme crisi econòmica, Espanya va començar a patir atacs a les seves colònies a mitjans del segle xvii. el 1739, durant la Guerra de l'orella de Jenkins l'anglès Edward Vernon va atacar Portobelo, en Panamà, i posteriorment ho va intentar en Cartagena d'Índies, al comandament de 186 vaixells, sent derrotat per Blas de Lezo i patint Anglaterra el seu més terrible derrota en els mars. el 1762, durant la guerra dels Set Anys, els anglesos van ocupar l'Havana i Manila, impedint el pas de la flota.
L'última Flota d'Índies va salpar a 1776. A la dècada de 1780, Espanya va obrir les colònies al mercat lliure. En més de 250 anys de flota, les pèrdues per atacs van ser mínimes. Pot qualificar així a la Flota d'Índies com una de les operacions navals més reeixides de la història. De fet, en els 300 anys d'existència de la Flota d'Índies només dos combois van ser enfonsats o capturats pels anglesos.

## Bibliografia

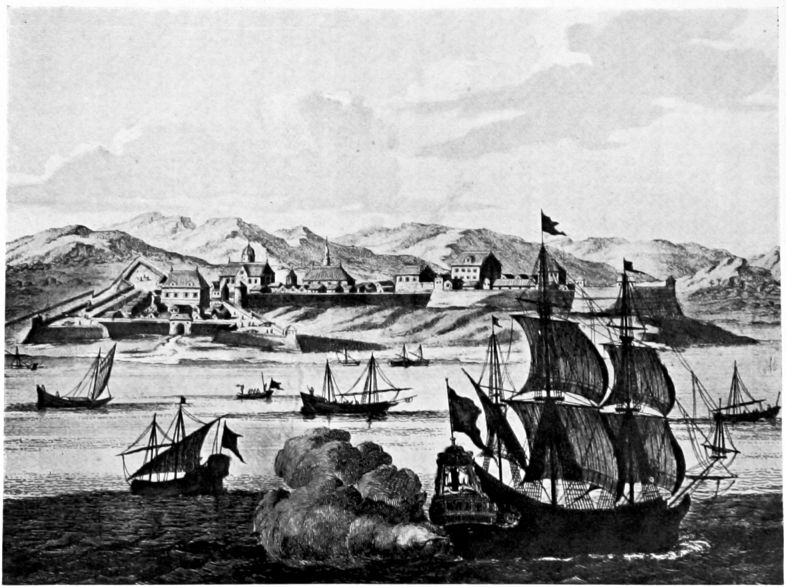
Vista imaginària de Nombre de Dios, a la costa atlàntica de Panamà (1672).